# Сомалилендско-эфиопские отношения
Сомалилендско-эфиопские отношения — двусторонние международные отношения между Республикой Сомалиленд и Федеративной Демократической Республикой Эфиопия. У обоих государств нет официальных дипломатических отношений, но у Эфиопии есть консульство в Харгейсе, а у Сомалиленда есть представительство в Аддис-Абебе.

## История
Отношения между Сомалилендом и Эфиопией восходят как минимум к периоду существования султаната Йифат и Эфиопской империи, когда эфиопский император Амдэ-Цыйон I завоевал султанат. Отношения между Амдэ-Цыйоном I и правителями Йифата в регионе завершились в XVI веке безрезультатной адало-эфиопской войной.
Эфиопская империя подписала ряд договоров с британским правительством в период действия британского мандата над Сомалилендом. Самым известным из этих договоров является англо-эфиопское соглашение 1897 года, которое было направлено на демаркацию границы между Эфиопией и Сомалилендом. Соглашение также установило свободу торговли и передвижения между двумя сторонами.
Недолго просуществовавшее в 1960 году Государство Сомалиленд получило признание от Эфиопии.
После своего основания в 1982 году Сомалийское национальное движение решило вступить в союз с коммунистическим режимом Дерга в Эфиопии против сил сомалийского диктатора Сиада Барре. Отношения между Сомалилендом и Эфиопией в целом были положительными с тех пор, как Сомалиленд провозгласил независимость 18 мая 1991 года.
В 1994 году Эфиопия и Сомалиленд заключили соглашения о безопасности и торговле, которые предусматривали расширение стратегического партнёрства. Среди наиболее важных соглашений был договор, предусматривающий неформальные дипломатические отношения между двумя странами. Эфиопия и Сомалиленд также подписали договор об экстрадиции.
1 января 2024 года Эфиопия и Сомалиленд подписали меморандум о взаимопонимании, предоставляющий Эфиопии доступ к Красному морю через порт Бербера в обмен на потенциальное признание.

## Комментарии
1. ↑  

This list includes China (Republic of), Egypt, Ethiopia, France, Ghana, Israel, Libya, Union of the Soviet Socialist Republics, United Kingdom, and the United States[7].